# William Shepherd (zapaśnik)
William Henry Shepherd (ur. 8 listopada 1881) – brytyjski zapaśnik walczący w stylu wolnym. Olimpijczyk z Londynu 1908, gdzie zajął piąte miejsce w wadze lekkiej.

## Letnie Igrzyska Olimpijskie 1908
| Konkurencja        | Rundy eliminacyjne | Rundy eliminacyjne          | Klas. końcowa |
| Konkurencja        | 1/8                | 1/4                         | Miejsce       |
| ------------------ | ------------------ | --------------------------- | ------------- |
| 66,6 kg styl wolny | Wolny los Z        | George de Relwyskow (GBR) P | 5.            |